# Partido Guaminí
Guaminí ist ein Partido im Westen der Provinz Buenos Aires in Argentinien. Laut einer Schätzung von 2019 hat der Partido 12.522 Einwohner auf 4.840 km². Der Verwaltungssitz ist die Ortschaft Guaminí.

## Orte
Guaminí ist in 7 Ortschaften und Städte, sogenannte Localidades, unterteilt.
- Laguna Alsina
- Casbas
- Guaminí (Verwaltungssitz)
- Victorino de la Plaza
- Garré
- Arroyo Venado
- Huanguelén

## Wirtschaft
Die Wirtschaft von Guaminí wird vom Anbau von Weizen, Mais, Sojabohnen, Sonnenblumen, Alfalfa, Sorghum und Hafer dominiert.
Weitere Wirtschaftszweige sind die Rinder- und Milchviehzucht sowie damit verbundene landwirtschaftliche Dienstleistungen.

## Söhne und Töchter
- Nelly Omar (1911–2013), Tangosängerin